# ميلدريد هولاند
ميلدريد هولاند (بالإنجليزية: Mildred Holland)‏ هي ممثلة أمريكية، ولدت في 9 أبريل 1869 في شيكاغو في الولايات المتحدة، وتوفيت في 27 يناير 1944.

## وصلات خارجية
- ميلدريد هولاند على موقع IMDb (الإنجليزية)
- ميلدريد هولاند على موقع قاعدة بيانات برودواي على الإنترنت (الإنجليزية)